# Црвена еребија
Црвена еребија (лат. Erebia ligea) врста је лептира из породице шаренаца (лат. Nymphalidae).

## Опис врсте
Најкрупнија је еребија у Србији, препознатљива по белој линији са доње стране крила. Линија је бела, кратка и доста уска, поготово код мужјака. Распон крила износи 42-20 mm.
- Erebia ligea ligea ♀
- Erebia ligea ligea  ♀ △

## Распрострањење и станиште
Често лети заједно са смеђом еребијом, која такође има црне цртице на белом рубу, али је чешћа у жумама буковог појаса, на сеновитим местима. Насељава влажне чистине и рубове шума. Среће се у средњој и северној Европи, на југу само на планинама. 

## Биљке хранитељке
Биљке хранитељке су траве.